# إدوين بوربوا
إدوين بوربوا (بالإسبانية: Edwin Borboa)‏ هو لاعب كرة قدم مكسيكي في مركز الهجوم، ولد في 11 يناير 1983 في لوس موتشيس في المكسيك. لعب مع طوروس نيزا وكلوب ليون ونادي أتلانتي ونادي باتشوكا ونادي جامعة غوادالاخارا ونادي غوادالاخارا.

## وصلات خارجية
- إدوين بوربوا على موقع قاعدة بيانات كرة القدم.إي يو (الإنجليزية)
- إدوين بوربوا على موقع Soccerway.com (الإنجليزية)